# Ширалі
Ширалі (узб. Sherali, Шерали) — міське селище в Узбекистані, в Гузарському районі Кашкадар'їнської області.
Статус міського селища з 2009 року.